# Lionello II Pio
Lionello (o Leonello) II Pio de Savoia (Carpi, 28 d'agost de 1477 - Meldola, 20 de març de 1571), hereu de la família que havia dominat el feu de Carpi a Itàlia durant gairebé dos segles, va ser senyor de Meldola i Sarsina des de 1531 fins a la seva mort el 1571.

## Biografia
Segon fill de Lionello I, consenyor de Carpi, i de Caterina Pico (1454–1501), germana de l'il·lustre Giovanni Pico della Mirandola, va néixer al castell de Carpi, i pocs dies després del seu naixement va quedar orfe del seu pare. Arran de l'adopció de la institució legal de la primogenitura a Carpi el 1470 per decret de l'emperador Frederic III, Lionello I va ser succeït pel seu fill gran, Alberto III, tot i que només tenia dos anys, en condomini amb el seu cosí Marco II, que ja feia molts anys que era al poder. D'acord amb Marco, la seva mare va confiar l'educació dels dos fills petits a l'humanista Aldo Manuzio probablement per suggeriment del seu il·lustre oncle, tot i que aleshores era encara molt jove.
El 1492, Lionello es va casar amb Maria Martinengo, amb qui va tenir dos fills: el futur cardenal Rodolfo, i Troiano, que va morir poc després.
Havent sempre donat suport fermament al seu germà Alberto III, l'últim senyor i comte de Carpi, en la seva vana lluita per mantenir la possessió del feu, quan Alberto III va morir sense descendència el 1531, es va convertir en l'abanderat de la branca "albertina" de la dinastia, continuant la política pro-papal d'Alberto III i esforçant-se per mantenir forts vincles amb els Mèdici. El 1528, durant el pontificat de Climent VII, el seu fill Rodolfo havia estat elegit bisbe de Faenza, i el 31 de març de 1531, el mateix Climent VII va investir immediatament Lionello, com a successor del seu germà difunt, amb els senyorius de Meldola i Sarsina, situats als Estats Pontificis, així com "governador perpetu de Bertinoro".
Lionello, que tenia més de cinquanta anys i era vidu, va considerar reforçar la seva posició amb un matrimoni a la casa dels Mèdici. El primer objectiu ambiciós va ser la neboda del papa Climent VII, Maria Salviati (vídua de Giovanni dalle Bande Nere i germana del cardenal Giovanni Salviati), de qui tenim una carta molt alarmada, enviada al seu germà el 3 de maig de 1531, en què s'expressava en termes que certament no eren afalagadors cap al seu pretendent: «Em volen donar el senyor Lionello com a marit; un home de 58 anys, de mala condició física, l'alè del qual fa una forta pudor; compost d'una complexió tan dolenta com es pot descriure». Atesa la indisponibilitat absoluta de la futura duquessa mare de Florència, Lionello va haver de recórrer a un objectiu molt menys prestigiós, i el 2 de febrer de 1532 es va casar amb Hipòlita Comnena (1507–1566), una noble dona d'origen albanès, filla de Constantí Arianiti (ca.1456-1530) i vídua de Zenobio (Zanobi) de' Medici, "parent de sang" (secundum carnem affinis) de Climent VII i comte per investidura papal de Verucchio i Scorticata a la Romanya. Tenint en compte que els dos títols havien estat comprats en gran part utilitzant el dot de la dona, i que la parella no tenia hereus legítims, Climent VII, el 1529, li havia concedit el dret de succeir suo iure al seu marit (que va morir l'any següent), i, per tant, ara ostentava legítimament, a títol personal, de per vida, els dos títols.
El suport papal va continuar en les dècades següents: el 1536, Rodolfo Pio va ser elevat al cardenalat, convertint-se ràpidament en una figura de considerable influència a la Cúria Romana; el 1539 el papa Pau III va estendre el benefici hereditari d'Hipòlita Comnena també als seus fills nascuts del seu matrimoni amb Lionello, i, el 1566, el papa Pius V el va estendre encara més als seus néts, en record dels mèrits adquirits pel cardenal Rodolfo, mort dos anys abans.
Del seu segon matrimoni, Lionello va tenir set fills: Constanza, Laura, Lucrezia, Alberto IV, Manfredo, Constantino i Gian Ludovico abat. També havia tingut un fill il·legítim, Teodoro (1518-1561), que va succeir el seu germanastre Rodolfo com a bisbe de Faenza el 1544.
Lionello va arribar a una edat extremadament avançada i va morir a Meldola el 1571. En els seus últims anys, la regència de Meldola i Sarsina havia estat confiada al seu fill gran Alberto IV, que el va succeir, tal com havia succeït la seva mare el 1566 com a últim comte de Verucchio i Scorticata. Doncs, a la seva pròpia mort el 1580, el decret esmentat de Pius V va ser declarat nul i sense efecte i el feu va ser confiscat definitivament per la Cambra apostòlica.